# A proposito degli effetti speciali
A proposito degli effetti speciali è un mediometraggio documentario del 2001 diretto da Alberto Grifi e basato sulla vita del pittore statunitense Man Ray.